# Anna Karenina (1935)
Anna Karenina ist ein US-amerikanischer Spielfilm von Clarence Brown mit Greta Garbo in der Titelrolle. Er wurde am 30. August 1935 in den nationalen Verleih gebracht. Das Drehbuch entstand nach dem gleichnamigen Roman von Leo Tolstoi.

## Handlung
Der Film erzählt in groben Zügen die Handlung des gleichnamigen Romans von Tolstoi. Anna Karenina ist entsprechend den Konventionen der Zeit mit dem älteren, aber sehr respektablen Karenin verheiratet. Die Eheleute sind Mitglieder der besseren Gesellschaft von Sankt Petersburg und achten sich gegenseitig, ohne sich wirklich zu lieben. Anna widmet ihre gesamte Fürsorge und alle Gefühle ihrem Sohn Sergei. Eines Tages lernt sie in Moskau den Grafen Wronski, einen Offizier der Imperialen Garde, kennen. Anna verliebt sich in den galanten Verführer und beide versuchen, jenseits der gesellschaftlichen Konventionen glücklich zu werden. Doch Karenin akzeptiert die Trennung nur unter der Bedingung, dass Anna ihren Sohn nicht wiedersieht. Das anfängliche Liebesglück zwischen ihr und Wronski nimmt indes bald ein jähes Ende, als Wronski sich von ihr trennt, um mit seinen früheren Kameraden an einem Feldzug teilzunehmen. Anna verkraftet diese neuerliche Trennung nicht mehr und wirft sich vor einen Zug.

## Hintergrund
Einer der Gründe, der David O. Selznick zum Wechsel von RKO zu MGM bewegte, war die Zusage seines Schwiegervaters Louis B. Mayer, einen Film mit Greta Garbo drehen zu dürfen. Ihr letzter Film Der bunte Schleier war eine künstlerische und finanzielle Enttäuschung. Nach Selznicks Einschätzung lagen die Probleme im banalen Skript und in den wenig attraktiven Kleidern, die Garbo im Verlauf der Handlung trug. Er versuchte, die Schauspielerin zu einem Rollenwechsel zu bewegen, und schlug ihr vor, die Hauptrolle in dem modernen Melodrama Opfer einer großen Liebe über eine junge Frau, die an einer Krankheit stirbt und vorher noch die Liebe ihres Lebens trifft, zu übernehmen. Greta Garbo war jedoch fest entschlossen, wieder eine historische Rolle zu spielen. Die Wahl fiel auf Anna Karenina. Greta Garbo kannte die literarische Vorlage. Sie hatte bereits 1927 in Love, einer vergleichsweise freien Verfilmung des Romans, die Anna gespielt.
Die Probleme begannen mit dem Tag der Entscheidung. Die strengen Zensurvorschriften führten dazu, dass wesentliche Bezüge des Romans nicht auf der Leinwand erscheinen durften, und so waren die Drehbuchautoren gezwungen, eine eigene Version der Ereignisse zu erzählen. Die Wahl von Clemence Dane und Salka Viertel war in den Augen von Selznick nicht optimal, der den beiden älteren Damen nicht recht zutraute, so etwas wie Leidenschaft und Passion in die Geschichte zu bringen. Bemerkenswert ist die Eröffnungssequenz, in der Garbo aus dem Rauch einer Eisenbahn praktisch wie eine Erscheinung auftaucht. Diese Einstellung wird am Schluss variiert, wenn die Schauspielerin wieder an einem Bahnsteig steht und ohne jede Regung im Gesicht plötzlich aus dem Bild verschwindet, da sich Anna vor den fahrenden Zug geworfen hat.

## Kinoauswertung
Mit Produktionskosten von 1.152.000 US-Dollar lag der Film über dem MGM-Durchschnittsaufwand und trug dem Prestige von Greta Garbo innerhalb der Studiohierarchie Rechnung. An der Kinokasse war er ein relativer Erfolg und spielte in den USA mit 865.000 US-Dollar gut ein Drittel mehr ein als Der bunte Schleier. International spielte der Film weitere 1.439.000 US-Dollar ein, so dass er mit einem Gesamtergebnis von 2.304.000 US-Dollar zu den erfolgreichsten Filmen der Schauspielerin zählte. Der Gewinn für das Studio betrug am Ende 320.000 US-Dollar.

## Kritik
Die meisten Rezensenten waren von Greta Garbos Darstellung angetan, wenn auch vielfach der Vorwurf geäußert wurde, Garbo sei mittlerweile zu häufig in Krinoline und Reifrock und zu wenig in modernen Stücken zu sehen. Andre Sennwald schrieb am 31. August 1935 in der New York Times begeistert von Film und Star:

„Garbo, die First Lady der Leinwand, sündigt, leidet und stirbt wunderschön in der neuen, geschickt in Szene gesetzten und verhältnismäßig erwachsenen Version von Tolstois Klassiker. Einige Jahre nach der Version von 1927, die sich Liebe nannte und auch genau davon handelte, ist das Kino endlich in der Lage, unter der Oberfläche von Tolstois leidenschaftlicher Geschichte die soziale Kritik der Vorlage anzudeuten. Anna Karenina erweitert den Fokus der Kamera vom Leiden der beiden unglücklichen Liebenden auf die dekadente und heuchlerische Gesellschaft, die die beiden zu ihrem Unglück verdammt. Die Inszenierung bildet ein gediegenes und effektives Drama, das an Bedeutung gewinnt durch die Verbindung von Tragik, Einsamkeit und Glamour, der Garbos Filmpersönlichkeit auszeichnet.“

Im Lexikon des Internationalen Films war zu lesen:

„Der Film behandelt das Thema feinfühlig und dezent und erhält durch Greta Garbos Aura, die Tragik und Einsamkeit vermittelt, eine eigenwillige Faszination.“

## Auszeichnungen
Garbo gewann für ihre Darstellung den New York Film Critics Circle Awards als beste Hauptdarstellerin.